# ألدو باريديس
ألدو باريديس (بالإسبانية: Aldo Paredes)‏ (7 فبراير 1972 في الأرجنتين - ) هو لاعب كرة قدم أرجنتيني في مركز الوسط. لعب مع ألماجرو وبوكا جونيورز وفيرو كاريل أويستي وكيلمس ونادي سان لورينزو وIndependiente Rivadavia ‏ وAtlético Policial ‏.

## وصلات خارجية
- ألدو باريديس على موقع قاعدة بيانات كرة القدم.إي يو (الإنجليزية)